# Лесное стекло

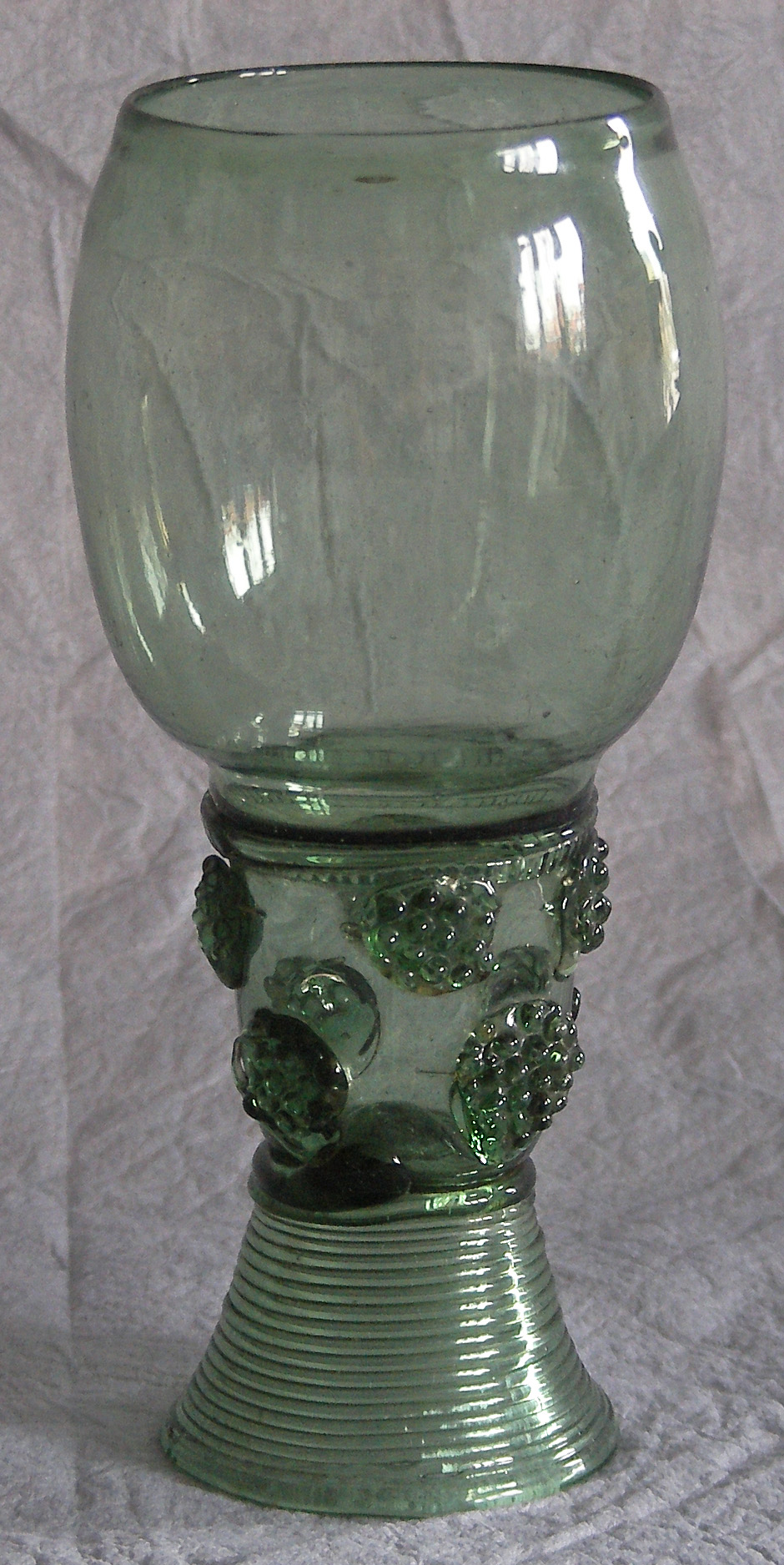
Рёмер из лесного стекла. XVII век, Германия либо Нидерланды

Лесное стекло, вальдглас (нем. Waldglas) — стекло зеленоватого цвета, изготавливавшееся с добавлением древесной золы.
В средневековой Европе стекло было довольно дорогостоящим продуктом, который могли себе позволить только состоятельные люди. Однако спрос на него постоянно рос: средние классы хотели иметь утварь, сделанную из более тонких материалов, нежели дерево или глина, но не столь хрупких, как широко распространённое в то время венецианское стекло. Поэтому начиная с XIV века в Северной и Центральной Европе начали изготавливать практичные, прочные сосуды из местной разновидности стекла (известного, вероятно, ещё со времён Римской империи).
По разным причинам стекловарни были, как правило, удалены от городов и располагались преимущественно в горных лесах. Во-первых, слишком велика была опасность пожара. Во-вторых, леса служили источником топлива для стекловаренных печей. Большое количество таких «лесных» стекловарен возникло в Германии, в частности, в Баварии, Тюрингии, Гессене, Вюртемберге, Саксонии, Силезии. Зачастую они строились на скорую руку и перемещались с места на место, по мере того как вырубался окружающий лес.
Характерный зелёный цвет лесному стеклу придавал кварцевый песок с высоким содержанием оксида железа. При изготовлении стекла использовался также поташ, получаемый при сжигании буковой или дубовой древесины.
Из лесного стекла делали бокалы (в первую очередь рёмеры), небольшие округлые оконные стёкла и бусины для чёток. Хотя большинство изготавливаемых предметов носили сугубо утилитарный характер, они отличались разнообразием форм и декоративных элементов.